# Stigmaphyllon auriculatum
Stigmaphyllon auriculatum là một loài thực vật có hoa trong họ Malpighiaceae. Loài này được (Cav.) A.Juss. miêu tả khoa học đầu tiên năm 1833.